# Maxim Gustik
Maxim Gustik (en biélorusse : Максім Вячаслававіч Гусцік, Maksim Viatchaslavavitch Houstsik ; en russe : Максим Вячеславович Густик, Maksim Viatcheslavovitch Goustik), né le 1er mai 1988 à Minsk et mort le 9 décembre 2023 dans la même ville, est un skieur acrobatique biélorusse spécialisé dans les épreuves de saut acrobatique. Il prend part aux compétitions internationales depuis la saison 2004-2005, et remporte sa première victoire en Coupe du monde le 1er février 2013 à Deer Valley. Il est médaillé de bronze aux Championnats du monde 2015. Il est l’entraîneur principal de l’équipe nationale de freestyle de Biélorussie. Il meurt le 9 décembre 2023, âgé de 35 ans, des suites d’un accident de la circulation.

## Palmarès

### Championnats du monde
| Édition/Discipline | Saut acrobatique |
| Mondiaux 2011      | 11e              |
| Mondiaux 2013      | 15e              |
| Mondiaux 2015      | Bronze           |

### Coupe du monde
- Meilleur classement général : 19e en 2013.
- Meilleur classement en saut : 7e en 2013.
- 3 podiums en carrière dont 1 victoire.